# Cyworld
Cyworld是目前韓國最大的線上虛擬社區，成立於1999年，屬於鮮京電信旗下的一個子公司。
Cyworld是韓國最受歡迎的社群交友網站，會員數已經超過1800萬人，佔韓國人口的三分之一以上，Cy的韓文意思是“我們之間的關係”，會員需要以真名申請，會員身處虛擬世界，擁有自己的虛擬化身（avatar），還有個人小房間（Minihompy）。使用虛擬貨幣dotori（韓國稱為栗子，台灣稱為松果），可以買沙發、衣服等虛擬裝飾品，這些裝飾品可用來裝飾個人網頁。Cyworld最大的特點是分享，可讓好友來參觀個人小房間。Cyworld的大部分收入就来自於這些虚拟商品。
2003年Cyworld被韓國最大的行動電信商鮮京電信（SK Telecom）收購。2008年Cyworld退出台灣, 2009年相繼退出日本、美國。